# Charles Driessens
Charles Driessens a introduit l'enseignement ménager pour les filles dans les écoles publiques françaises. Cuisiner de profession il a enseigné, fait des conférences, milité et publié sur le sujet la cuisine populaire, de l'économie domestique et leur enseignement.
Il était proche des mouvements de réforme sociale et a connu une notoriété et de nombreuses citations dans la presse francophone de 1890 à 1910. Après une éclipse entre 1912 et 1980, son nom réapparait dans les publications actuelles.

## Biographie
Charles Driessens est né le 12 juin 1842 à Saint-Denis où il est mort le 31 janvier 1921, 7, rue de Boucheries. Il exerce à Paris le métier de cuisinier pendant 20 ans. Il fonde l’école professionnelle d’économie ménagère (1889). En 1906, il institue un cours de cuisine appliquée pour la garnison de Saint-Denis (120e et 128e régiments d'infanterie) et met au point un appareil de cuisson à gaz pour la cuisine militaire.
Il a été membre de la Ligue française de l’enseignement (il appartiendra au Comité directeur) au travers de laquelle il diffuse ses idées sur l'approche théorique et pratique d’économie domestique et de cuisine ménagère,, et son enseignement de ces matières.

## Le militant: Les filles doivent apprendre à cuisiner
Charles Driessens souhaite une femme au foyer confinée aux taches domestiques, il pense que toutes les filles doivent apprendre depuis l'école primaire l'économie domestique et la cuisine. Henri Second écrit (1896): «Le but que se propose M. Driessens [ ] est le maintien de la femme au foyer, de la femme gagnant plus ainsi, par son intelligente économie comme ménagère, que la maigre somme d’argent qu’elle pourrait rapporter du dehors comme ouvrière. Et avec le bien être en plus; le mari étant retenu chez lui par un confortable qu’il ne trouverait pas au cabaret. Enfin, comme il le dit très bien, la famille reconstituée et unie dans le nid toujours chaud, grâce à la présence constante et précieuse de l’épouse, de la mère».

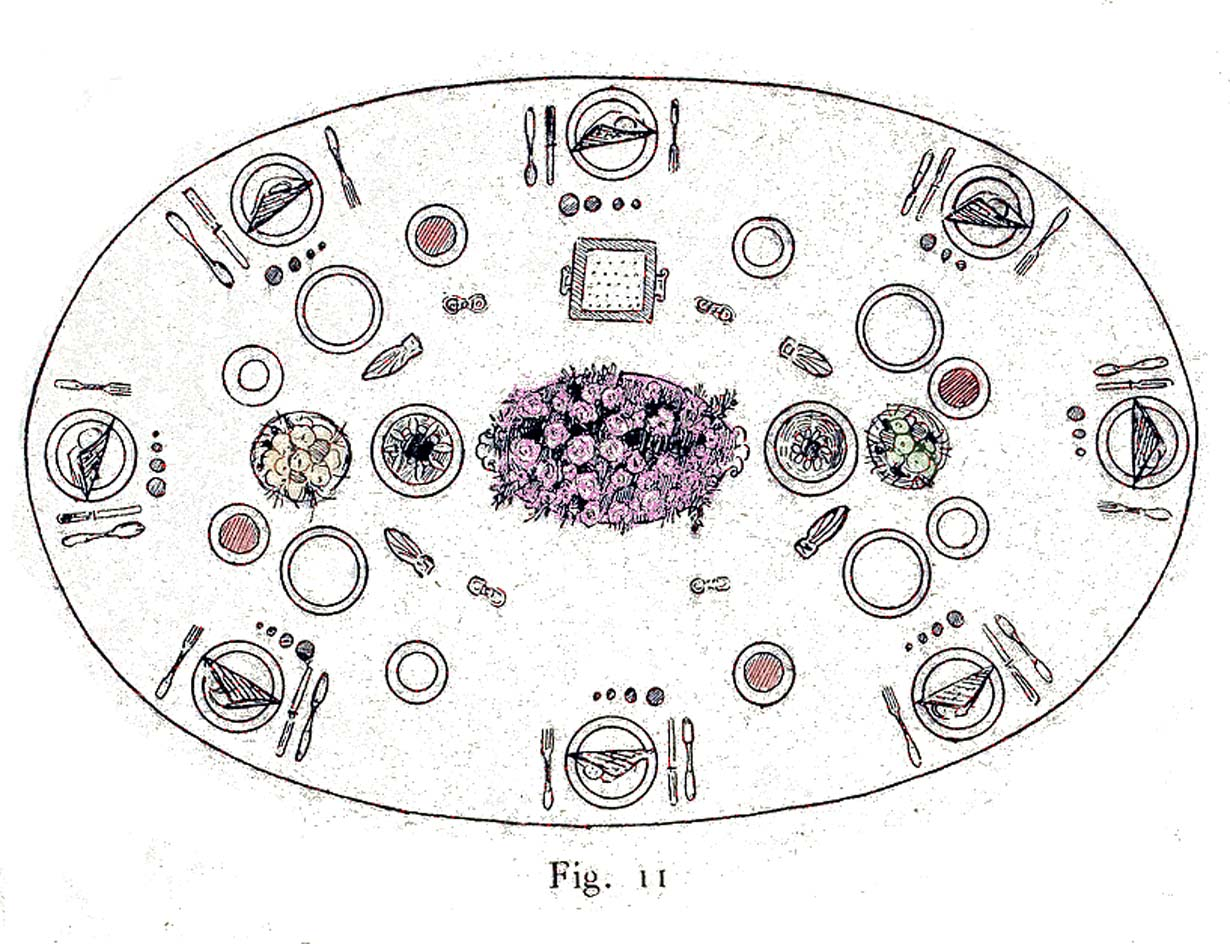
Charles Driessens: Alphabet de la ménagère p.34. Dresser une table («une bouteille ou carafe de vin tous les 2 couverts, une carafe d'eau et une salière double tous les 4 couverts»)

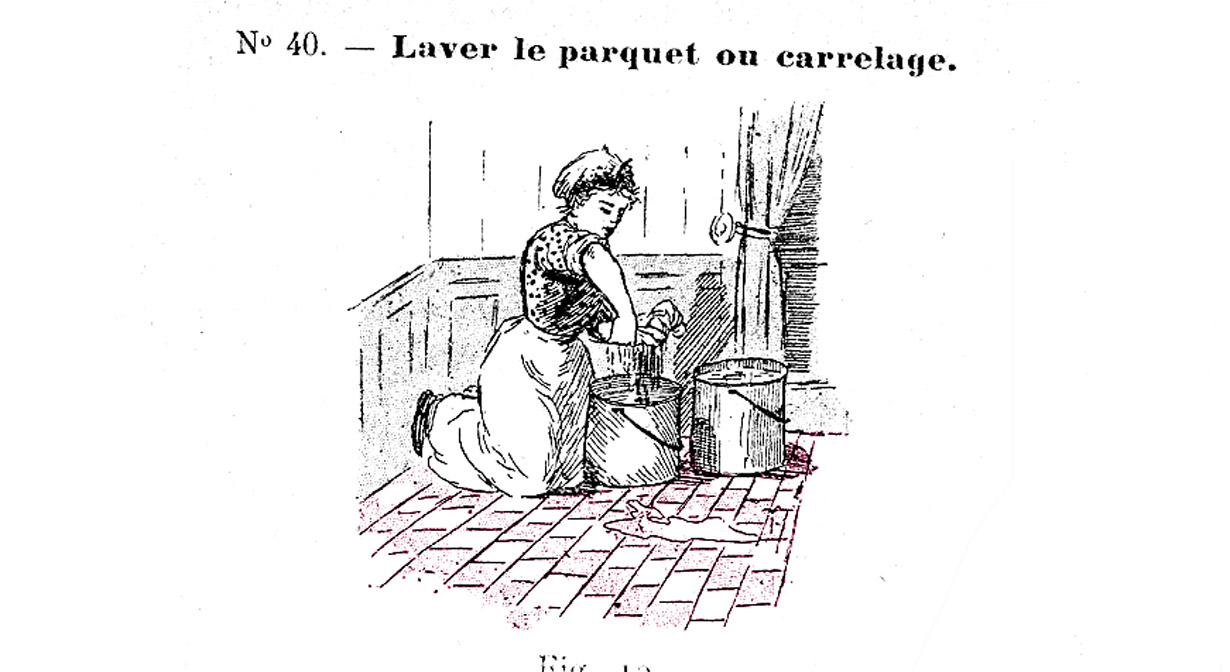
Hygiène et propreté, premier chapitre de l (1889)

Après 1885, Driessens consacre sa vie et ses biens à une lutte pour faire entrer l’enseignement de la cuisine dans le programme de l’Etat et de la Ville. Il y parvient, les élèves des écoles secondaires et des lycées de jeunes filles doivent apprendre à cuisiner. Mais les enseignants jugent ces cours inutiles. Driessens ouvre alors, à ses frais, une école professionnelle d’économie ménagère (1889) à Saint-Denis, une autre à Paris, une à l'Ecole primaire supérieure de la rue des Martyrs (1893), une à Vincennes (1900). Il y forme des professeurs avec succès. Il enseigne également dans le cadre de l'Association Philotechnique de Saint-Denis, et de l'Ecole Professionnelle de Cuisine (Ecole Normale des Sciences Alimentaires), à Paris au Palais de l'Industrie et à la Mairie du 18e arrondissement. En 1895, Marthe Distel fonde l’Ecole d’Arts Culinaires Le Cordon Bleu à Paris. Charles Driessens y donne des cours aux chefs de l'époque: Henri-Paul Pellaprat, F. Barthélémy, Charles Poulain, Auguste Colombié. En 1896, il participe à l'exposition culinaire de Londres et donne des cours à l'exposition culinaire de Paris.
En 1903, il mène campagne (vaine) pour la gratuité de l'alimentation des enfants des écoles primaires.

## Publications
- Théories des cuissons et recettes pour l'emploi des driessauces. Paris, 46, rue des Petites-Écuries, 215 pp. 1895.
- Alphabet de la ménagère dédié aux élèves des écoles primaires de jeunes filles. Saint-Denis. 1889. 388 p.[19] (réed. Paris, Librairie Populaire. 1922[26], Paris Rieder 1922, Paris, Rieder.1933)
- Rapport au Ministre de l’instruction publique sur l'enseignement de la cuisine en Angleterre. 1896[27]

### Articles et conférences
- Charles Driessens (sous la direction de Marthe Distel). La Cuisine pratique démontrée et raisonnée. Recueil de recettes de cuisine, pâtisserie, confiserie, glaces, exécutées aux Cours de Cuisine du Cordon Bleu du Palais Royal, et d'études sur les menus; Le service de la table; La cave; L'hygiène et les substances alimentaires. Paris, Marthe Distel,1898.
- Série d'articles (1910). La vie économique dans le Journal de Saint-Denis[28], Budget de la Ménagère dans La Démocratie[29], Une recette pour vivre bon marché en ces temps de vie chère dans le Matin[30]

- Lettre ouverte au Ministre de la guerre. Le Parisien, 4 mars 1906[8]
- P. Cousin. Le pot au feu. Paris. Lebée. 1949. Transcription des conférences de Charles Driessens concernant la confection des plats et l'hygiène alimentaire avec recettes de cuisine [31].

## Titres et récompenses
- Officier de l'ordre des Palmes académiques, (Officier de l'instruction publique)[34], en 1895[35] (Le Temps du 23 juillet 1915 dit qu'il fut un des premiers cuisiniers décoré dans cet ordre[36]),
- Officier de l'ordre du Mérite agricole,
- Officier du Nichan Iftikhar, puis Commandeur du Nicham,
- Chevalier de la Légion d'honneur en 1900 au titre du Ministère du commerce,  Officier de la Légion d'honneur en 1921 (Promotions exceptionnelles du ministère de l'intérieur)[37].
- Médaille d’or de l’Exposition Universelle (1900), médaille d'or de la Société d Encouragement, médailles d’or et d’argent à l’Exposition internationale de Bruxelles
- Membre de la Société des ingénieurs civils, professeur des villes de Paris et Saint-Denis,
- Vice-président d'honneur de l'Alimentation parisienne,
- Administrateur de l'hôpital de Saint-Denis[34].

## Anthologie
- Henri Hayem. Revue internationale de l'enseignement, 1 juillet 1901 p. 94/96 [38]

« si les ouvriers sont malheureux, mènent une vie misérable et vont se consoler de leur infortune dans les assommoirs, c’est, en partie, parce que les femmes des ouvriers ne savent pas constituer à leurs maris des intérieurs agréables: elles ne savent même pas faire une soupe cuite à point, que l’homme puisse trouver en rentrant de l’atelier; encore moins savent-elles, avec un maigre budget, faire une cuisine telle que l’appétit en soit satisfait sans que la santé en souffre. M. Driessens, suivant l’inspiration de son cœur, se dit qu’il y aurait un remède facile à cet état de choses: ce serait d’enseigner aux petites filles, dès l’âge de l’école, à faire la cuisine, a acheter des denrées, à combiner des menus hygiéniques. Et il créa les Cours de cuisine ménagère. M. Driessens nous apprendra, à nous aussi, à ne rien gâcher et à veiller à noire santé. »